# Мілан Мачала
Мілан Мачала (чеськ. Milan Máčala, нар. 4 липня 1943, Біскупіце) — чехословацький футболіст, що грав на позиції півзахисника. По завершенні ігрової кар'єри — тренер.

## Ігрова кар'єра
У дорослому футболі дебютував 1965 року виступами за команду «Готтвальдов», в якій провів два сезони.
Протягом 1968—1970 років захищав кольори команди «Вікторія» (Пльзень). Своєю грою за останню команду привернув увагу представників тренерського штабу «Вітковіце», до складу якого приєднався 1971 року. Відіграв за остравську команду наступні три сезони своєї ігрової кар'єри.
1975 року перейшов до клубу «Сігма» (Оломоуц), за який відіграв 3 сезони. Завершив професійну кар'єру футболіста виступами за команду «Сігма» (Оломоуц) у 1978 році.

## Кар'єра тренера
Розпочав тренерську кар'єру невдовзі по завершенні кар'єри гравця, 1980 року, очоливши тренерський штаб клубу «Сігма» (Оломоуц), де пропрацював з 1980 по 1981 рік. 1982 року став головним тренером столичної «Славії», тренував празьку команду два роки.
У 1984—1986 роках отримав перший досвід тренерської роботи за кордоном, очолюючи кіпрський АЕК (Ларнака), після чого протягом 1986—1990 років очолював тренерський штаб клубу «Банік», з яким 1989 рок виграв Кубок Мітропи.
1990 року прийняв пропозицію очолити збірну Чехословаччини, якою керував у 24 матчах, але не зумів вивести команду на Євро-1992, а після невдалого старту відбору на наступний чемпіонат світу навесні 1993 року покинув посаду. Його змінив Вацлав Єжек, що став останнім тренером в історії збірної, оскільки так і не зумів виправити ситуацію у групі і в кінці року збірна була розпущена.
1997 року відправився до Кувейту, де спочатку працював з місцевою командою «Казма», а потім очолював національні збірні кількох країн Перської затоки, з якими виходив на ряд континентальних першостей — Кувейту (4-те місце Кубка Азії 1996 року, переможець Кубка націй Перської затоки у 1996 та 1998 роках), ОАЕ (учасник Кубка конфедерацій 1997 року), Саудівської Аравії (4-те місце на Кубку конфедерацій 1999 року та фіналіст Кубка Азії 1996 року), Оману (перший в історії вихід на Кубок Азії 2004 року) та Бахрейну (учасник Кубка Азії 2007 року).
У 2010–2012 роках знову тренував «Казму», після чого до 2015 року був головним тренером катарського «Аль-Аглі», до якого повернувся в червні 2018 року.

## Титули і досягнення

### Як тренера
- Володар Кубка Мітропи (1):

«Банік»: 1988–1989
- Володар Кубка Президента ОАЕ (1):

«Аль-Айн»: 2004–05
- Переможець Кубка націй Перської затоки (2):

Кувейт: 1996, 1998
- Срібний призер Азійських ігор (1):

Кувейт: 1998
- Срібний призер Кубка Азії (1):

Кувейт: 2000

### Особисті
- Тренер року в Чехословаччині: 1988, 1989